# Anthemis tinctoria
Anthemis tinctoria, o camomila amarilla, es una especie del género Anthemis de la familia de los girasoles (Asteraceae).

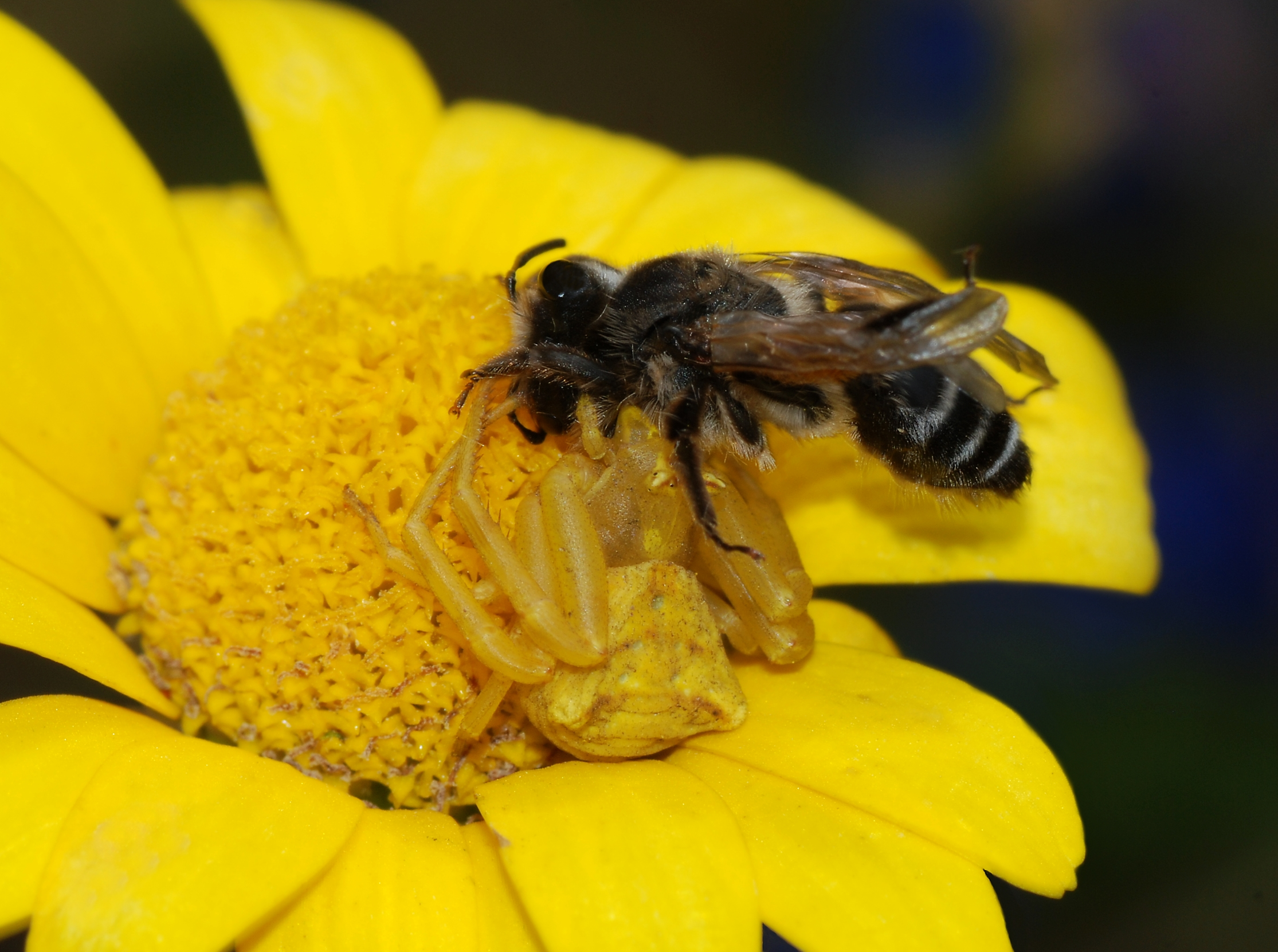
Detalle de la flor

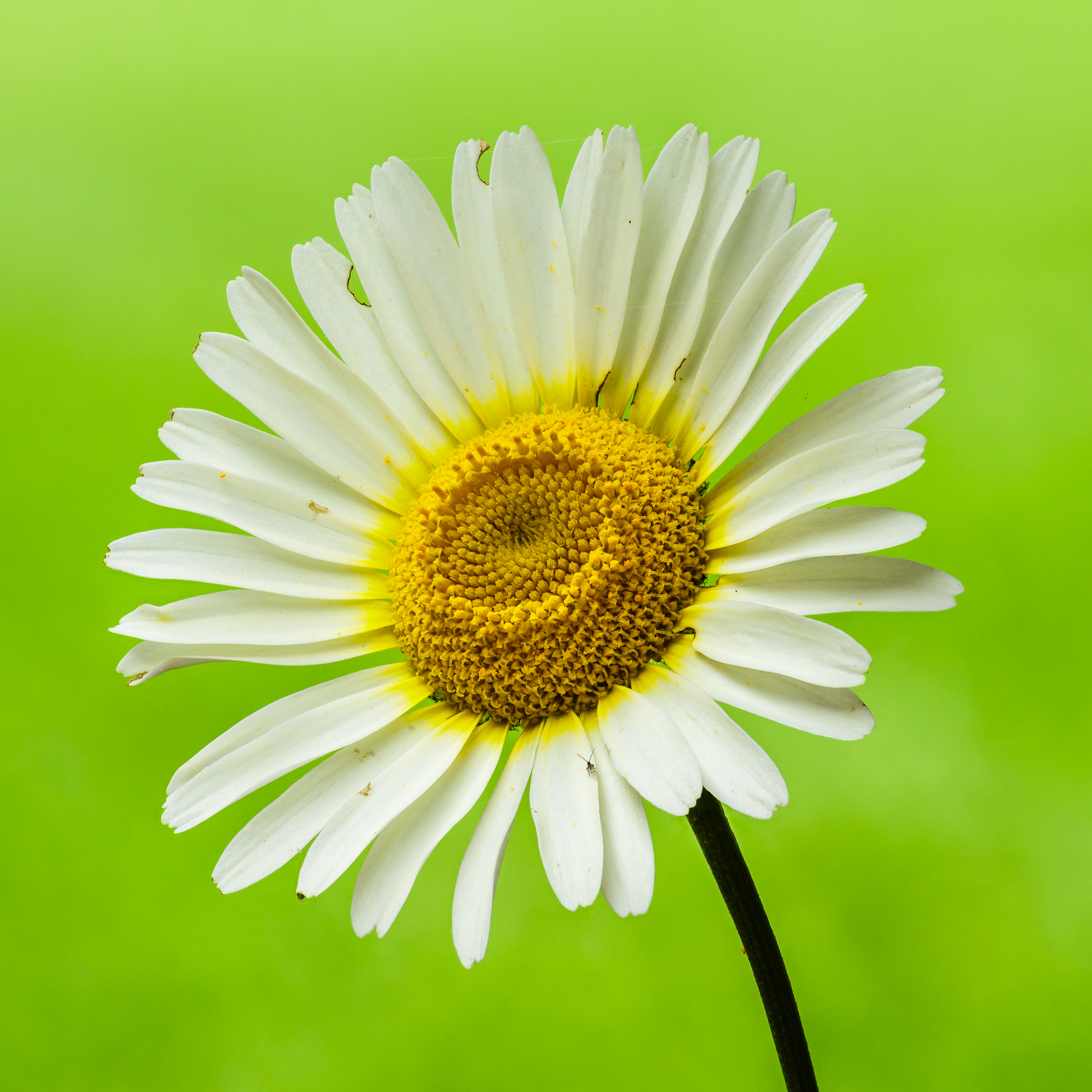
Inflorescence.

## Descripción
Es una planta vivaz bienal, que se presenta en el área mediterránea y en el oeste de Asia. Tiene un porte de follaje plumoso de hojas verdes brillantes aromáticas. Las hojas son serradas y bi-pinnatífidas y suaves en el envés. Las plantas alcanzan una altura de 60 cm.
Tienen flores amarillas parecidas a las margaritas, que se disponen terminalmente en largos tallos angulares. Florecen con profusión durante el verano.

## Usos
No tiene usos culinarios o comerciales, sus usos son de tipo limitado medicinal. Sin embargo produce un excelente tinte de color amarillo ante, y matices anaranjados que se usaba en el pasado en la industria.

## Taxonomía
Anthemis tinctoria fue descrita por Carlos Linneo y publicado en Species Plantarum 2: 896. 1753.
Etimología
Anthemis: nombre genérico que viene de la palabra griega: «Anthemon» (= flor) luego se transformó en «Anthemis» (= pequeña flor) y se refiere a las inflorescencias de las plantas. Este nombre fue utilizado por los antiguos griegos para indicar una de las muchas especies de manzanilla. El nombre científico aceptado actualmente (Anthemis) fue asignado a este género por Carlos Linneo (1707-1778), biólogo y escritor sueco, considerado el padre de la moderna clasificación científica de los organismos vivos, en la publicación de Species Plantarum de 1753. En realidad, fue el botánico toscano Pier Antonio Micheli (1679-1737) quien propuso originalmente el nombre de este género en su obra Nova plantarum genera: iuxta Tournefortii methodum disposita (1729).
tinctoria: epíteto latino que significa «utilizada en el teñido».
Sinonimia
subsp. tinctoria
Anthemis debilis  Fed. 
Cota tinctoria (L.) J.Gay ex Guss.
Chamaemelum tinctorium (L.) All.
Matricaria tinctoria (L.) Baill.
var. australis R.Fern.
- Anthemis tinctoria var. australis (R.Fern.) Govaerts

## Nombres comunes
Esta planta muy popular, tiene varios nombres comunes, como manzanilla de tintes, manzanilla loca, ojo de buey, pampillos.